# استیو استاکمن
استیو استاکمن (به انگلیسی: Steve Stockman) نمایندهٔ حوزه انتخابیه سی‌وششم تگزاس از حزب جمهوری‌خواه ایالات متحده آمریکا در مجلس نمایندگان ایالات متحده آمریکا بود که در ۶ ژانویه ۲۰۱۳ میلادی به‌عضویت این مجلس درآمد. او پیشتر از ۱۹۹۵ تا ۱۹۹۷ نمایندهٔ حوزه انتخابیه نهم تگزاس در مجلس نمایندگان بود. او در انتخابات مقدماتی حزب جمهوریخواه سال ۲۰۱۴ علیه جان کورنین برای سنای ایالات متحده از تگزاس رقابت را به او واگذار کرد.